# Розовобрюхий травяной попугайчик
Розовобрюхий травяной попугайчик (лат. Neopsephotus bourkii) — вид птиц из семейства Psittaculidae, единственный в роде Neopsephotus. Ранее его включали в род травяных попугайчиков (Neophema).

## Внешний вид
Длина тела 22—23 см, хвоста 11 см. Коренастого телосложения. Оперение розовато-коричневое, брюшко розовато-красное. Щёки белые, на лбу у самца имеется голубая полоска. У самок есть белые пёрышки, вкраплённые в переднюю часть головы.

## Распространение
Обитает в Южной и Центральной Австралии.

## Образ жизни
Населяют степные области. Ведут сумеречный образ жизни.

## Размножение
Охотно гнездятся в полых стволах деревьев с внутренним диаметром не меньше 15 см, а глубина может быть около 1 м. Самка откладывает 4—5 белых яиц. Птенцы появляются через 18 дней, а покидают гнездо через 28—35 дней.

## Угрозы и охрана
В первой половине XX века птица была на грани вымирания. Защищена австралийскими законами. В настоящее время популяции стабильны.

## Содержание
Неприхотливые, миролюбивые птицы. К человеку они доверчивы, привыкают быстро и становятся ручными. В Европу этот попугай был завезён в середине XIX века.